# Theater in der Speicherstadt

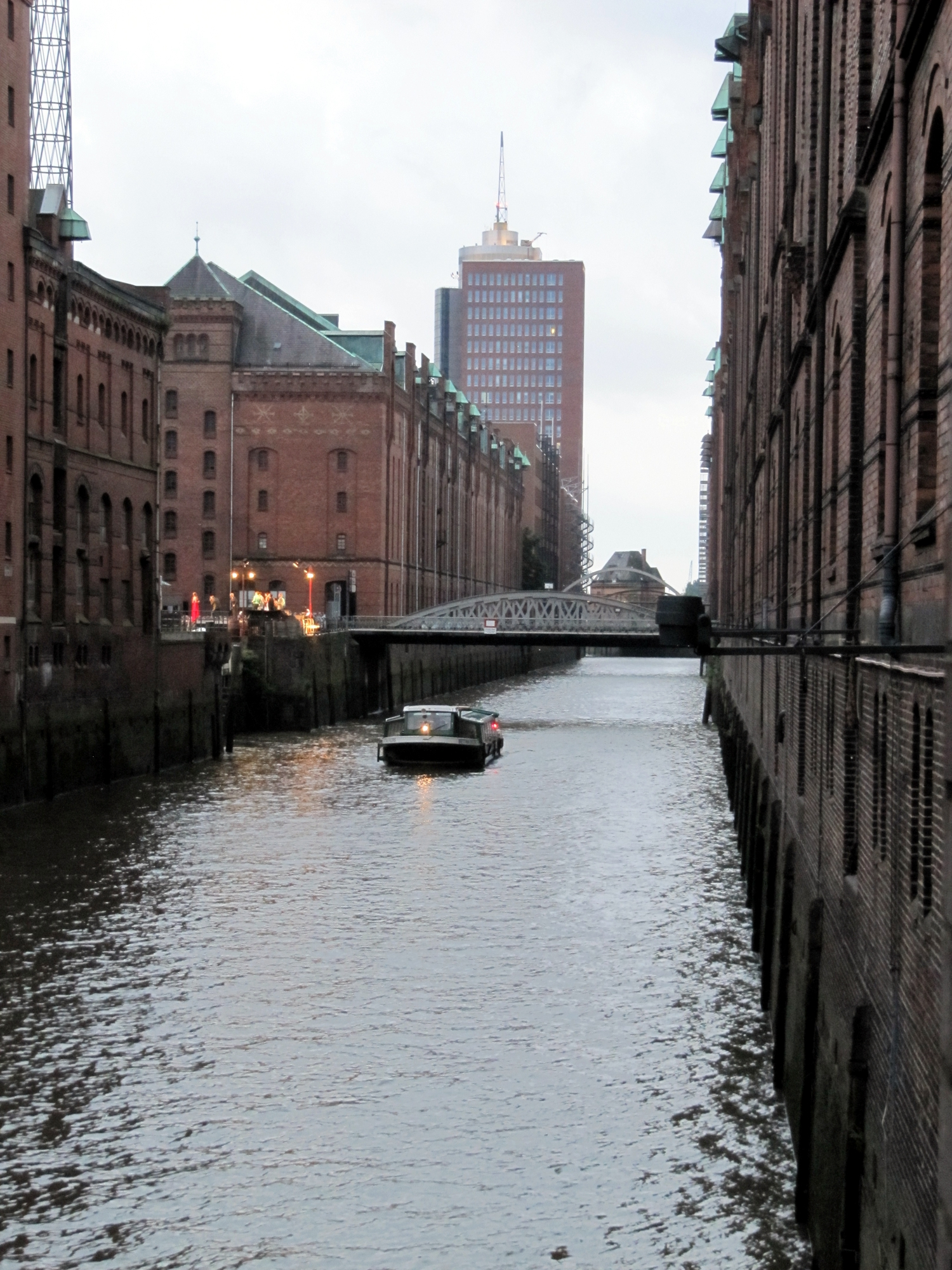
Blick von der Fleetbrücke „Kibbelsteg“ auf das Brooksfleet, das weiter befahrbar bleibt (im Bild eine Hafenrundfahrt-Barkasse), die Bühne und die Brücke der Straße „Auf dem Sande“

Das Theater in der Speicherstadt war ein Open-air-Privattheater in der Speicherstadt im Stadtteil HafenCity im Bezirk Hamburg-Mitte, das vom „Hamburger Art Ensemble“ getragen wurde und von 1994 bis 2018 jährlich im Sommer den Jedermann von Hugo von Hofmannsthal in einer eigenen Fassung aufführt.
Nach 25 Jahren Spielzeit fand 2018 die letzte Aufführung statt, da u. a. aufgrund zunehmender Umgebungsgeräusche in der belebten HafenCity ein weiterer Spielbetrieb nicht mehr möglich war.

## Spielstätte

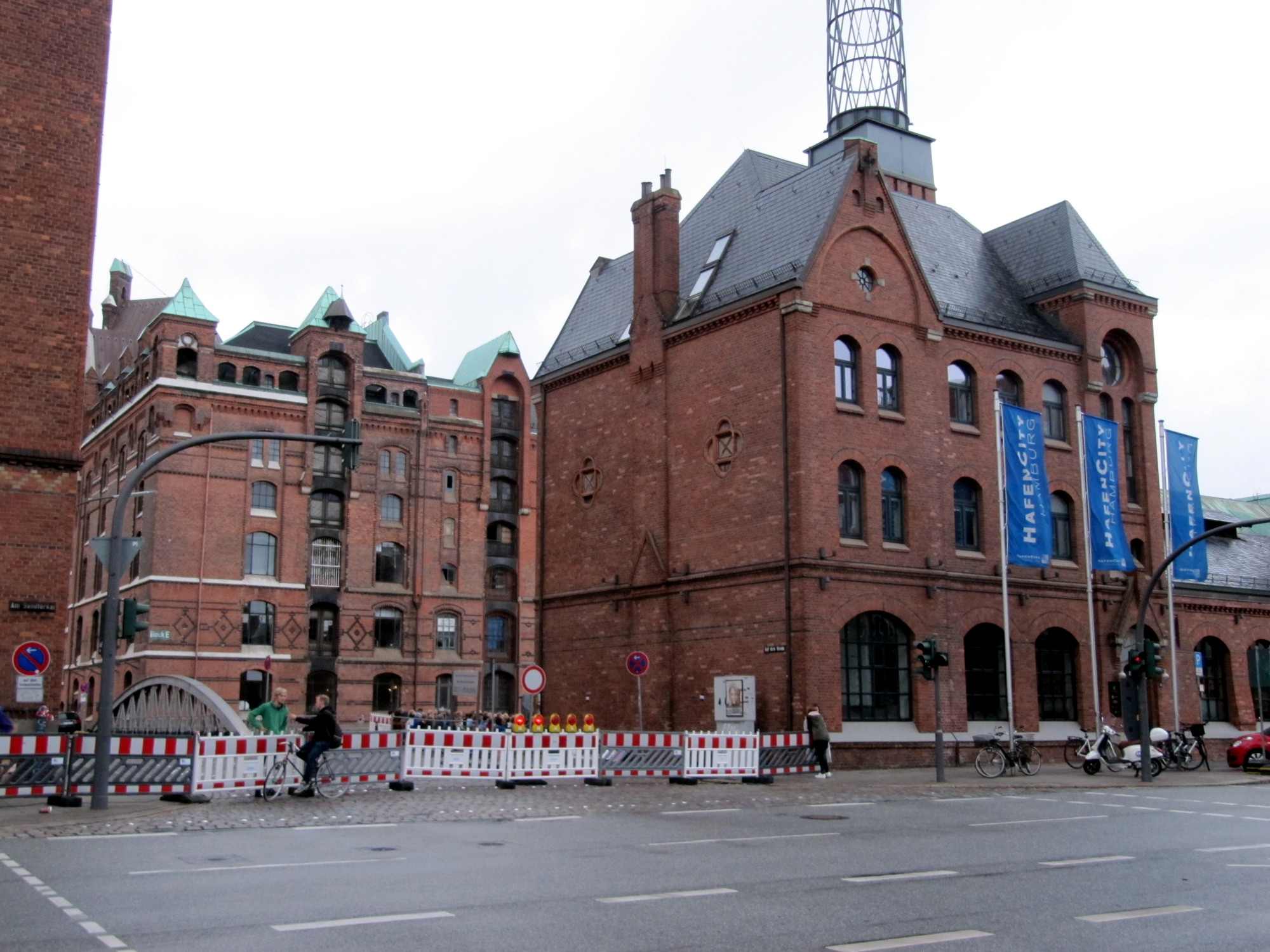
Aufführung am 13. August 2016: Vollsperrung, ein Teil des Zuschauerbereichs und die linke Hälfte des Kesselhauses

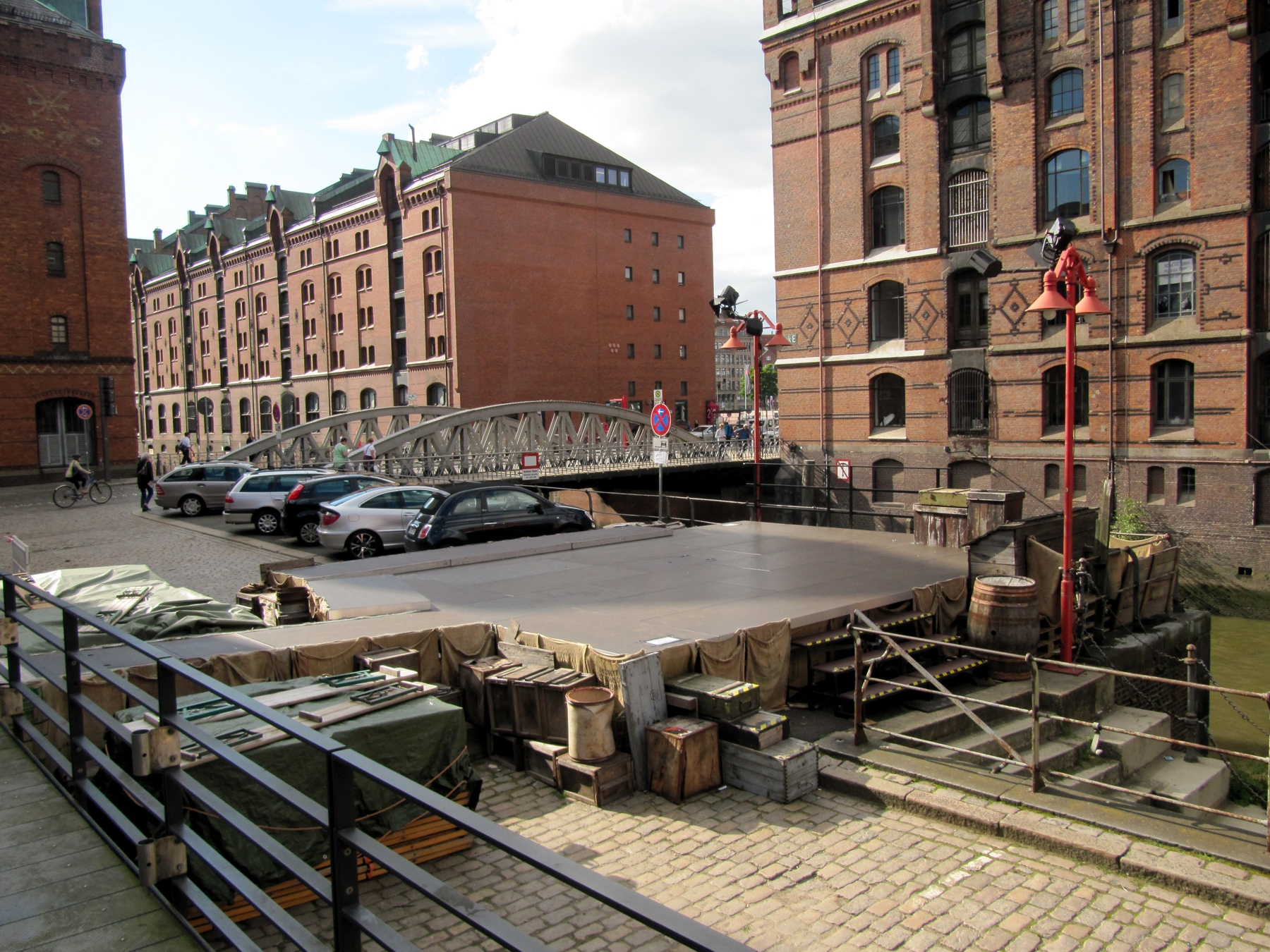
Die Bühne des „Theaters in der Speicherstadt“ (2016)

Als Spielstätte diente eine temporäre Freiluftbühnen-Konstruktion zwischen dem Brooksfleet und dem Kesselhaus des ehemaligen Kraftwerks in der Speicherstadt (heute Informationszentrum zur HafenCity). Das Kesselhaus sowie einige aufgestellte Container dienten als Aufenthaltsraum für die Schauspieler, Garderobe, Barbereich fürs Publikum und Toilettenanlage. Das Kesselhaus selbst ist ein Baudenkmal in der HafenCity (errichtet 1886/1887; Architekt: Franz Andreas Meyer), die Speicherstadt Weltkulturerbe der UNESCO. Während der Spielzeit wurde jeden Sommer die Straße „Auf dem Sande“ ab 18:00 Uhr bis Mitternacht vollgesperrt, damit kein fließender Verkehr die Aufführungen stören und keine nicht zahlenden Fußgänger an der Aufführung teilhaben konnten.

## Repertoire und Rezeption
Das Repertoire bestand mit dem Hamburger Jedermann von Michael Batz aus einem Stück, das jährlich im Juli und August aufgeführt wurde.
Über die Jahre hatten sich die Aufführungen des „Theaters in der Speicherstadt“ fest in der Hamburger Kulturszene etabliert und waren zum Anziehungspunkt sowohl für Einheimische als auch Touristen geworden.

## Finanzierung
Das „Theater in der Speicherstadt“ war eine staatlich anerkannte Bühne. Es wurde von der Kulturbehörde des Hamburger Senats finanziell gefördert. Größte Drittmittelgeberin war die „HHLA Immobilien“, die städtische Eigentümerin des Areals.